# Julian Cope
Julian Cope (né Julian David Cope, le 21 octobre 1957) est un musicien de rock anglais, écrivain, antiquaire, critique musical et poète.

## Carrière
Il s'est fait connaître en 1978 comme chanteur et parolier du groupe post-punk de Liverpool The Teardrop Explodes. Il a depuis réalisé de nombreux albums solo et est un membre fondateur des groupes Queen Elizabeth et Brain Donor.
Il a écrit quatre livres documentaires : Krautrocksampler (1995) (une référence sur le Krautrock), The Modern Antiquarian (1998), The Megalithic European (2004) et Japrocksampler (2007), ainsi que deux volumes d'autobiographie : Head-On (1994) et Repossessed (1999).

## Influences
Sa chanson "Trampolene" est à l'origine du nom du groupe Trampolene, fondé à Swansea (Pays de Galles) dans les années 2010.